# Mouzaki
Mouzaki (Grieks: Μουζάκι) is een plaats en sedert 2011 een fusiegemeente (dimos) in de Griekse bestuurlijke regio (periferia) Thessalië.
De drie deelgemeenten (dimotiki enotita) zijn:
- Ithomi (Ιθώμη)
- Mouzaki (Μουζάκι)
- Pamisos (Πάμισος)